# Tau2 Serpentis
Tau2 Serpentis (τ2 Serpentis, förkortat Tau2 Ser, τ2 Ser) som är stjärnans Bayerbeteckning, är en ensam stjärna belägen i den mellersta delen av stjärnbilden Ormen, i den del som representerar ”ormens huvud” (Serpens Caput). Den har en genomsnittlig skenbar magnitud på 6,22 och är svagt synlig för blotta ögat där ljusföroreningar ej förekommer. Baserat på parallaxmätning inom Hipparcosuppdraget på ca 7,6 mas, beräknas den befinna sig på ett avstånd på ca 430 ljusår (ca 130 parsek) från solen.

## Egenskaper
Tau2 Serpentis är en blå till vit stjärna i huvudserien av spektralklass B9 V. Den har en radie som är ca 2,7 gånger större än solens och utsänder från dess fotosfär ca 74gånger mera energi än solen vid en effektiv temperatur på ca 10 000 K.
Tau2 Serpentis är en Lambda Boötis-stjärna.